# Souleymane Coulibaly (football)
Pour les articles homonymes, voir Souleymane Coulibaly et Coulibaly.
Souleymane Coulibaly, né le 26 décembre 1994 à Anguededou Songon, en Côte d'Ivoire, est un footballeur ivoirien, qui évolue au poste d'attaquant.

## Biographie

### En club
Avec l'équipe de Peterborough United, il inscrit le 12 septembre 2015 un doublé en League One (3e division anglaise), sur la pelouse d'Oldham Athletic (victoire 1-5).
Le 24 juin 2016, il rejoint le club écossais de Kilmarnock, en compagnie de Jamie Cobain, Callum McFadzean, Martin Smith, Joshua Webb et Jordan Jones.

### En équipe nationale
Il participe avec les moins de 17 ans à la Coupe du monde des moins de 17 ans 2011 organisée au Mexique. Lors de la compétition, il joue quatre matchs, inscrivant neuf buts. Il marque un but contre l'Australie, puis un quadruplé contre le Danemark, et un triplé contre le Brésil. Il marque un dernier but contre la France lors des huitièmes de finale. Avec neuf buts, il remporte le Soulier d’or Adidas, et égale le record de Florent Sinama-Pongolle.

## Palmarès

### Distinctions personnelles
- Meilleur buteur de la Coupe du monde des moins de 17 ans 2011 avec neuf buts